# Pittener Corvinusbecher
Der Pittener Corvinusbecher ist ein Prunkbecher, der sich im Eigentum der Gemeinde Pitten in Niederösterreich befindet.
Als sich 1482 anlässlich einer vierjährigen Belagerung der Burg Pitten die Vorräte dem Ende zuneigten, sandte der Legende nach der Verteidiger der Burg, Wolfgang Teufel Pfleger von Pitten, dem Belagerer, dem Ungarnkönig Matthias Corvinus, sein letztes Mahl, einen gebratenen Hasen, Brot und Wein, um zu zeigen, dass sein Vorratskeller noch gut gefüllt wäre, woraufhin Corvinus die Belagerung zunächst abbrach, und die Burg erst zerstörte, nachdem er diese List durchschaut hatte. Als Anerkennung erhielt Wolfgang von Pitten einen prunkvollen Becher vom Corvinus, der zur Unterscheidung vom Wr. Neustädter Corvinusbecher heute als Kleiner Corvinusbecher oder Pittener Corvinusbecher bezeichnet wird.
Es handelt sich dabei um einen vergoldeten Becher, der aus Silber besteht und die Form einer Eichel hat. Der Becher wurde erst 1968 wiederentdeckt, seine Geschichte aber bereits im 19. Jahrhundert über einer Lithografie bekannt. Stilistisch entspricht der mit Eichelblättern umformte Becher mit einem abnehmbaren Deckel den naturalistischen Tendenzen der Spätgotik; aus dieser Zeit sind mehrere Gefäße in Blüten- und Pflanzenform überliefert. Den Deckel zieren das Wappen von Wolfgang von Pitten und die Inschrift „WOLF TEVFEL HAVPTMAN ZV PITTEN 1485“. Der Corpus zeigt als Inschrift jene Begebenheit, die zur Schenkung des Bechers führte, die Gravur dürfte aber erst aus dem 16. oder 17. Jahrhundert stammen.
Bei der Niederösterreichischen Landesausstellung 2019 und anlässlich der Feierlichkeiten in Pitten zum 1150-jährigen Bestehen wurde der Pittener Corvinusbecher präsentiert.